# Провулок Сім'ї Тарасевичів
Прову́лок Сім'ї́ Тарасе́вичів — провулок у Святошинському районі міста Києва, селище Біличі. Пролягає від Комерційного провулку до тупика.

## Історія
Провулок виник у першій половині XX століття, мав назву на честь радянського поета Самуїла Маршака. 
Сучасна назва на честь українських граверів-мідеритників та офортистів кінця XVII — початку XVIII століття Олександра та Леонтія Тарасевичів — з 2022 року.

## Зображення

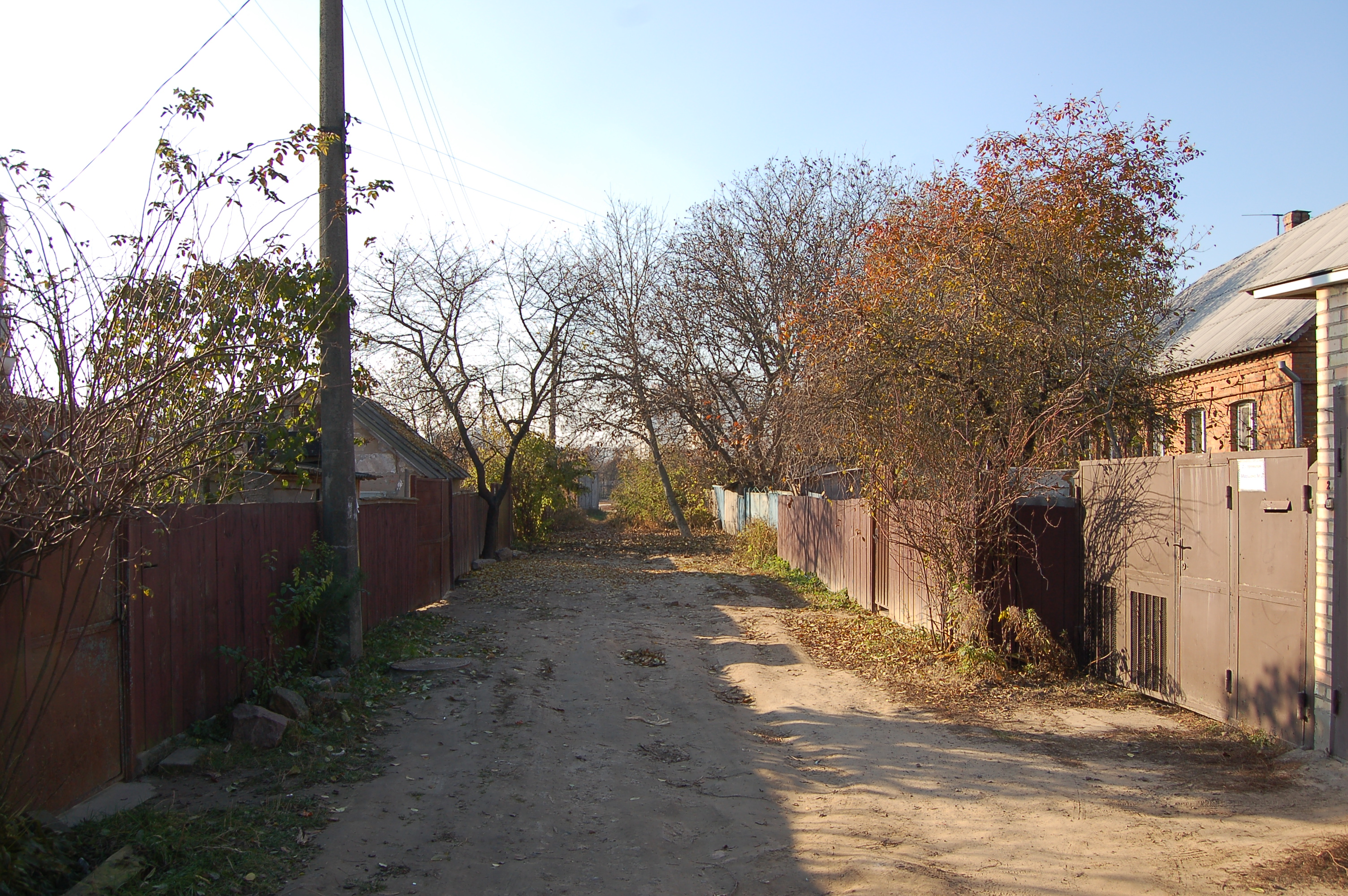
2-й провулок Маршака в Києві, 2011 рік